# 管教惡貓
《管教惡貓》（英語：My Cat from Hell）是一個美國的電視節目，在動物星球頻道播出。由貓行為學家傑克森·蓋勒希主持，他們利用自身的專業和技巧，針對各種惡貓進行管教。目前共有十季。